# Lahidž
Lahidž (arap. لحج) je grad na jugu Jemena smješten između gradova Taizz i Aden koji se nalazi 45 km sjeverno. 
Grad ima oko 25,881 stanovnika (2004.), leži na Wadi Tibbanu, na obalnoj visoravni uz Adenski zaljev. Okolica grada je poljoprivredni kraj.
Lahidž je glavni grad jemenske muhafaze (pokrajine) Lahidž koja ima 727.203 stanovnika, a leži na glavnoj cesti koja povezuje Aden s gradovima sjevernog Jemena.

## Povijest
Od 18. st. do 20. stoljeća, grad je bio sjedište Sultanata Lahidža, kojim je upravljala obitelj al-Abdali (oni su zajedno s obiteljima al-Ramada, al-Sindi i al-Akrabi tvrdili da potječu od obitelji ahl-al-Bait, a to je bila obitelj Muhameda, utemeljitelja islama).
Sultanat je kao dio britanskog Protektorata Aden živio sve do 1967. godine, tad je sultan protjeran a grad i njegova muhafaza ušli su u novostvorenu Narodnu republiku Južni Jemen.
Bivša sultanova palača danas je pretvorena u poljoprivrednu školu.
U jednom kraćem periodu tijekom 1960-ih godina grad se zvao al-Hauta.

## Vanjske poveznice
- skyscrapercity Fotografije iz Lahidža (engl.)